# David Carneiro
David Antonio da Silva Carneiro (Curitiba, 29 de março de 1904 – Curitiba, 3 de agosto de 1990) foi um engenheiro, historiador, escritor, poeta e positivista brasileiro.

## Vida
Filho do coronel e industrial do erva-mate David Carneiro, estudou no Colégio Militar do Rio de Janeiro e diplomou-se em Engenharia Civil pela Universidade do Paraná (atual UFPR) em 1928.
Lecionou História e Economia em universidades dos Estados Unidos e, a partir da década de 1950, foi professor da Universidade Federal do Paraná.
Escreveu mais de 70 livros, a grande maioria sobre a história do Paraná, como o livro O Cerco da Lapa e Seus Heróis, e colecionou objetos, documentos, pinturas.  Sua coleção, iniciada em 1928, transformou-se num museu particular, inaugurado em 1940 num prédio que construiu, em estilo barroco, no centro de Curitiba. O Museu Coronel David Carneiro chegou a ter mais de 5 mil peças em seu acervo.  O local é parte de um prédio histórico preservado pela iniciativa privada chamado Espaço Cultural David Carneiro, porém somente com o mobiliário e peças particulares do historiador, pois o acervo do antigo museu foi fracionado entre o Estado do Paraná e o Instituto do Patrimônio Histórico e Artístico Nacional (Iphan).

## Escritos
- O Cerco da Lapa e seus heróis: antecedentes e conseqüências da Revolução Federalista no Paraná. Rio de Janeiro, Ed. Ravaro, 1934. (2ª edição: Rio de Janeiro, Bibliex/Biblioteca do Exército Editora, 1991. 3ª edição: Curitiba, Imprensa Oficial do Paraná, 2004)
- Os fuzilamentos de 1894 no Paraná. São Paulo, Athena Editora, 1937
- O Paraná na Guerra do Paraguai. Curitiba, Ed. Dicesar Plaisant, 1940. (2ª edição: Rio de Janeiro, Biblioteca Militar, 1940. 3ª edição: Curitiba, Travessa dos Editores/Farol do Saber, 1995)
- O Paraná na história militar do Brasil. Curitiba, João Haupt & Cia, 1942. (2ª edição: Curitiba, Travessa dos Editores/Farol do Saber, 1995)
- O Paraná e a Revolução Federalista. São Paulo, Athena Editora, 1944. (2ª edição: Curitiba, Secretaria da Cultura e Esporte do Paraná, 1982)
- História da Guerra Cisplatina. São Paulo, Companhia Editora Nacional, 1946. (2ª edição: Brasília, Editora UnB, 1983)
- A História da História do Paraná. Curitiba, Ed. do Centro de Letras do Paraná, 1952.
- História da emancipação do Paraná – 1855. Curitiba, Ed. do Instituto de Pesquisas Históricas e Arqueológicas, 1954.
- História do período provincial do Paraná. Curitiba, Ed. Max Roesner, 1960.
- Educação, Universidade e História da Primeira Universidade do Brasil. Curitiba: UFPR, 1972.